# Station Vastorf
Station Vastorf (Haltepunkt Vastorf) is een spoorwegstation in de Duitse plaats Vastorf in de deelstaat Nedersaksen. Het station ligt aan de spoorlijn Wittenberge - Jesteburg. 

## Indeling
Het station is een typisch voorbeeld van een station van de laagste categorie 7. Het enige perron is niet bestraat, maar heeft wel verlichting en een abri. Het station is te bereiken via de straat Bahnhofstraße. Het heeft ook nog een stationsgebouw, maar deze wordt als woonhuis gebruikt.

## Verbindingen
Het station wordt alleen door treinen van erixx bedient. De volgende treinserie doet het station Vastorf aan:
| Serie | Treinsoort           | Route                                            | Bijzonderheden                           |
| ----- | -------------------- | ------------------------------------------------ | ---------------------------------------- |
| RB 32 | Regionalbahn (Erixx) | Lüneburg – Vastorf – Dahlenburg – Dannenberg Ost | Wendlandbahn Rijdt eenmaal per drie uur. |